# Снижение преступности
Снижение преступности (великое снижение преступности) — это наблюдаемое во многих странах с начала 1990-х годов явление, при котором уровень преступности снизился на 50 и более процентов. Изначально на это обратили внимание социологи Америки и явление получило название The Great Crime Decline — Великий Спад Преступности.

## Исторический контекст
Снижение преступности — это не новый феномен, который появился только в начале 1990-х годов. В Европе, согласно статистике, уровень преступности имеет тенденцию к снижению со ещё времён позднего Средневековья. Однако с 1960-х по 1990-е годы во всех богатых западных странах уровень преступности вырос, после чего снижение продолжилось.

### Снижение уровня преступности со времен средневековья в Западной Европе

Уровень убийств в Западной Европе

С начала 2000-х годов криминологи обратили внимание на спад числа убийств в Европе. В 2003 году Мануэль Эйснер опубликовал соответствующее исследование в области криминологии. На диаграмме представлены данные Эйснера совместно со статистикой научного онлайн-издания OWID для соответствующих стран. Приведённые цифры — это количество убийств на 100,000 жителей в год. Диаграмма показывает резкое снижение уровня убийств с 1300 года: уровень упал с 20-70 случаев на 100 000 людей до примерно одного.

### Увеличение уровня преступности в период с конца 1950-х до начала 1990-х годов
Во второй половине XX-го века в большинстве стран Западного мира наблюдалось увеличение числа насильственных преступлений, таких как нападения, грабежи и убийства. В некоторых странах этот период начался в конце 1950-х годов, а в некоторых — в начале 1960-х годов, и только с начала 1990-х уровень преступности опять пошёл на спад. Были сделаны многочисленные попытки объяснить этот период, но общего соглашения достигнуто не было, поскольку некоторые объяснения противоречат друг другу. Несмотря на причины увеличения уровня преступности в период с конца 1950-х до начала 1990-х годов, это время представляется относительно короткой паузой в долгосрочном периоде спада преступности, начавшегося столетия назад и продолжающегося после начала 1990-х годов.

## Глобальный уровень

### Уровень убийств как сравнительный показатель
Из-за относительной однозначности и низкой латентной преступности, убийства особенно поддаются долгосрочному и межнациональному сравнению. Убийство — это акт, который встречает практически всеобщее осуждение. Статистика убийств считается относительно надёжной и точной как в национальном масштабе, так и для продолжительного и межнационального сравнения. В качестве легко измеримого показателя убийство — и разумная прокси-переменная и надежный индикатор уровня насилия в штатах.
Для преодоления оставшихся различий Управление Организации Объединённых Наций по наркотикам и преступности (УНП ООН) разработало структуру для определения и классификации незаконных убийств как в конфликтных, так и в неконфликтных ситуациях — Международную классификацию преступлений для статистических целей (ICCS). Согласно этой классификации, умышленное убийство определяется как «незаконная смерть, причинённая человеку с намерением причинить смерть или серьёзную травму».

### Снижение с начала 1990-х годов
Управление Организации Объединённых Наций по наркотикам и преступности занимается исследованием международного развития преступности, используя уровень убийств в качестве основного показателя. Обе диаграммы в этом параграфе взяты из Глобального исследования по убийствам 2019 года.

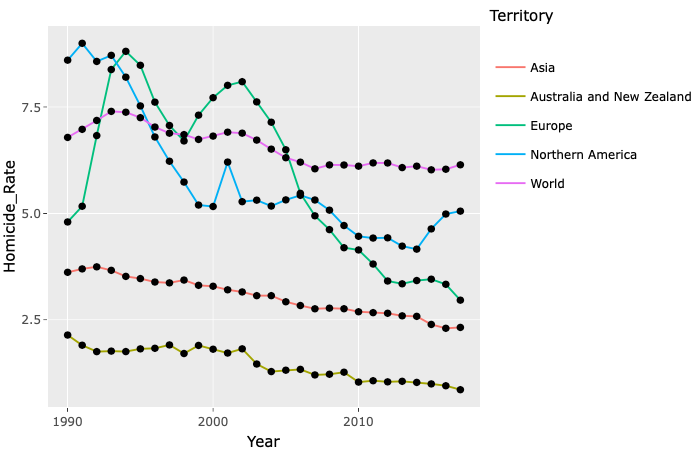
Снижение количества убийств в период с 1990 по 2017 год для: Азии, Австралии и Новой Зеландии, Европы, Северной Америки, мира

Снижение преступности наблюдается в регионах Европы, Северной Америки, Австралии и Новой Зеландии, а также в Азии. В Европе снижение наиболее очевидно — здесь уровень снизился почти на две трети: с 8,8 случаев на 100 000 в год в 1994 году до ниже 3-х в 2017 году.

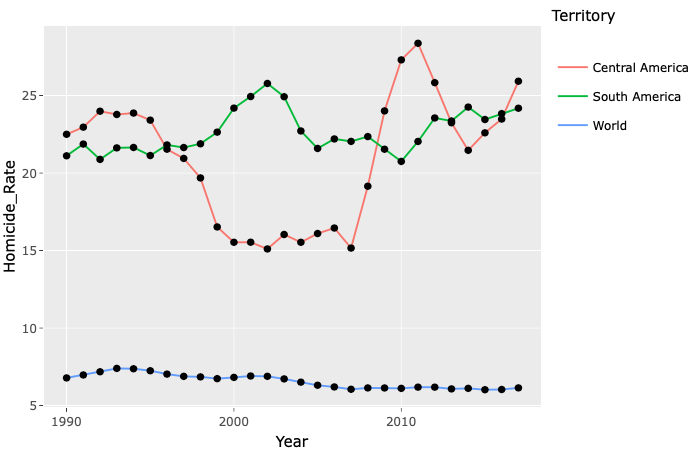
Увеличение количества убийств в период с 1990 по 2017 год в: Центральной Америке, Южной Америке, снижение на мировом уровне

В мировом масштабе, после небольшого спада, с 7,4 в 1993 году до 6 в 2007 году, значения уровня преступности остаются неизменными. Причина этого в том, что существуют регионы с растущим уровнем преступности, что компенсирует спад уровня преступности в остальных регионах. Количество убийств возросло в Центральной и Южной Америке, особенно в Карибском бассейне. Сальвадор и Ямайка возглавили список: 61,8 и 57 случаев на 100 000 жителей в 2017 году соответственно .
Данных по странам Африки и Тихого океана нет в связи с ограниченной и ненадёжной информацией.

## Развитие по регионам
В среднем снижение международной преступности в период с 1995 по 2004 год было следующим: 77,1 % — кража из автомобиля, 60,3 % — кража, 26,0 % — кража со взломом, 20,6 % — нападение и 16,8 % — угон автомобиля. Снижение преступности с начала 1990-х годов произошло во многих странах, в том числе в Соединённых Штатах, Великобритании, и Новой Зеландии.

### Германия
Согласно статистическим данным немецкой полиции о состоянии преступности, общее число преступлений достигло максимума в 1993 году. С тех пор количество преступлений снизилось на 20 %, с 8336 на 100 000 жителей до 6710 в 2018 году. (Все упомянутые здесь данные для Германии включают в себя попытки совершения преступления). Количество преступлений против жизни снизилось на 40 % с 6,3 в 1993 году до 3,7 в 2012 году, но снова выросло до 3,9 в 2018 году. Количество краж снизилось на 54 % с 5126 случаев в 1993 году до 2338 в 2018 году. Статистическая группа «насильственные преступления» достигла пика не в 1993 году, а в 2007 году с уровнем в 264,7 случаев на 100 000 человек, а к 2018 году уровень этих преступлений снизился на 15 % до 223,9.

### США
В Соединённых Штатах уровень насильственной преступности снизился более чем на 50 % во многих крупных городах страны с тех пор, как эти показатели достигли пика в начале 1990-х годов, что часто называют «великим снижением преступности». В Нью-Йорке эти показатели снизились на 75 % с начала 1990-х до 2010 года. В Соединённых Штатах также наблюдалась вторая волна снижения уровня преступности: со спадом уровня убийств с 1994 по 2002 года, а затем с 2007 по 2011 год Уровень преступности в Лос-Анджелесе снизился с 1993 года, включая, например, 10 %-ый спад уровня преступности в течение первых шести месяцев 1998 года..

## Попытки объяснить этот феномен
Нет общепринятого объяснения того, почему уровень преступности падает, несмотря на то, что было предложено много гипотез, в особенности в Соединённых Штатах. Любая попытка объяснить этот феномен отсылает к книге «О процессе цивилизации (Цивилизационный процесс)» Норберта Элиаса. В своём ревью Блюмштейн и Волман сделали заключение, что комплексное взаимодействие между «тюрьмами, наркотиками, поддержанием правопорядка, экономикой» и «демографией, включая аборты» является наилучшим объяснением спада преступности в Соединённых Штатах.
Что касается роста преступности между 1950-ми и 1990-ми годами, то Фрэнсис Фукуяма предложил принять во внимание следующее: послевоенная экономическая экспансия привела к процветающему и мирному периоду в 1950-х годах. Однако практически в то же время в короткие сроки стали происходить: деколонизация большей части Африки, значительной части Карибского бассейна, а также некоторых районов Южной Америки и Ближнего Востока; война во Вьетнаме и молодёжные протесты 1960-х годов; движения за гражданские права, права женщин и геев; экономические преобразования, включая нефтяные эмбарго ОПЕК 1970-х годов, масштабную экономическую перестройку и глобализацию; и значительно возросшие перемещения людей между странами. Фукуяма утверждает, задним числом, это было слишком много, чтобы развеяться за короткий срок.
Другое объяснение предполагает, что сокращение числа убийств на международном уровне отчасти является следствием старения населения во всем мире, что приводит к уменьшению численности молодежи по сравнению с другими возрастными группами. Поскольку молодые люди, как правило, совершают большинство насильственных преступлений, и поскольку пожилые члены общества обычно становятся более мирными, по мере старения населения уровень насилия снижается. Однако страны с наиболее высоким уровнем насилия пока ещё не испытывают умиротворяющих преимуществ старения населения из-за других сильных криминогенных сил, влияющих на снижение тенденций убийств.

### Другие гипотезы

#### Свинец
Свинцовозависимая гипотеза предполагает наличие связи с уровнем свинца в крови у детей и последующим ростом преступности. У детей, в раннем возрасте подвергшимся воздействию любых форм свинцовых соединений, с большей вероятностью развиваются трудности в обучении, синдром дефицита внимания и гиперактивности и проблемы с ингибиторным контролем. Эти проблемы раннего развития, как было предложено, по мере взросления этих детей приводят к совершению ими бо́льшего количества преступлений, в особенности насильственных.

#### Загрязнение воздуха
Было обнаружено, что загрязнение воздуха сильно коррелирует с увеличением уровня агрессии и более высоким уровнем преступности, с примером, опубликованным в статье по результатам одного исследования, что 10%-ное снижение PM2.5 и озона может дать 1.8$ миллиарда из-за сокращения преступлений. Были предложены многочисленные гипотезы объясняющие является ли причиной корреляции эстетическое воздействие загрязнения воздуха, которое снижает этичность или же какой-то биологический фактор, связанный с PM2.5 и нейротоксичностью из-за воздействия озона. Последнее может быть взаимосвязано с наблюдавшимся уменьшением значения IQ у детей, сильно подвергающихся воздействию загрязнения воздуха.

#### Аборты
Стивен Левит утверждает, что снижение уровня насильственных преступлений связано с количеством детей, рождённых от родителей, которые не хотят или не могут заботиться о них. Таким образом, теория утверждает, что легализация абортов привела к снижению уровня преступности, так как разрушенные семьи зачастую становятся причиной такого большого количества преступлений.

#### Употребление наркотиков и спрос на них
Альфред Блюмштейн утверждает, что снижение уровня насильственной преступности в Соединённых Штатах вызвано уменьшением спроса на крэк-кокаин. Также в отчете Министерства внутренних дел за 2014 год указывалось, что изменения в спросе на нелегальные наркотики (в частности, на героин) были основной причиной снижения преступности в Соединённом Королевстве.

#### Экономические факторы
Криминологи считают, что безработица и бедность тесно связаны с преступностью, потому что снижение возможности легальной занятости теоретически увеличивает частоту нелегальной занятости. Например, многочисленные исследования Соединённых Штатов показали, что улучшение американской экономики совпало с падением преступности на протяжении 1990-х годов. Однако, согласно отчёту Центра юстиции Бреннана за 2015 год, снижение преступности из-за изменений в безработице составило не более 5 %. Мнение о том, что более высокий уровень безработицы является причиной более высокого уровня преступности, также оспаривается тем фактом, что уровень преступности в США достиг 40-летнего минимума в 2010 году, несмотря на отстающую экономику Америки.

#### Иммиграция
Исследования, проведённые Соединёнными Штатами, показали, что увеличение концентрации иммигрантов связано со снижением уровня насильственных преступлений, особенно убийств и грабежей. Этот факт позволяет предположить, что рост иммиграции в Соединённые Штаты может быть причиной недавнего снижения уровня насильственных преступлений в стране.

#### Тюрьма
В отчёте Центра юстиции Бреннана за 2015 год было обозначено, что увеличение числа заключенных привело к снижению уровня преступности в Соединённых Штатах примерно на 5 % в 1990-х годах и к снижению преступности с 2000 года. Учёные, которые ставят под сомнение роль тюремного заключения в снижении преступности, отмечают, что уровень преступности в Канаде следовал тем же тенденциям, что и в Соединённых Штатах в течение 1990-х годов. Однако уровень заключения в Канаде за это время существенно не изменился, в то время как в Соединённых Штатах он значительно возрос. В 2009 году Стивен Месснер и Ричард Розенфельд обнаружили, что тюремное заключение было отрицательно связано с показателями краж со взломом «… только после необычных политических вмешательств, таких как мера милосердия Италии в 2006 году, которая резко сократила численность заключённых».

#### Полиция
Некоторые полагают, что изменения в охране правопорядка стали причиной снижения уровня преступности в Соединённых Штатах, особенно в Нью-Йорке. Тем не менее, Канада существенно не изменила свою полицейскую практику до снижения уровня преступности, что ставит под сомнение степень ответственности полицейских за снижение преступности. Некоторые из наиболее популярных утверждений о полицейской деятельности по сокращению насильственных преступлений не подтверждаются доказательствами. По оценкам Левитта (2004), увеличение числа полицейских составляло от 5 до 6 % снижения преступности в Соединённых Штатах в течение 1990-х годов. Исследование, проведённое в 2007 году, показало, что аресты по административным правонарушениям не были связаны с изменениями общего количества убийств в Нью-Йорке.

#### Гипотеза безопасности
В статье «Преступление и правосудие» (2014) говорилось, что «гипотеза безопасности» была лучшим объяснением снижения уровня преступности. Эта гипотеза предполагает, что усовершенствованные и более распространённые устройства безопасности, такие как электронные иммобилайзеры и центральный замок, были ответственны за большую часть снижения преступности, предотвращая многочисленные преступления. В соответствии с этой гипотезой количество попыток совершения преступлений также сокращается, что свидетельствует о том, что потенциальные преступники в результате улучшения безопасности получают препятствия в совершении неправомерных действий.